# Piotr Kuklis
Piotr Kuklis (ur. 14 stycznia 1986 w Łodzi) – polski piłkarz, grający na pozycji środkowego pomocnika (ofensywnego, defensywnego i ogólnego) lub alternatywnie jako środkowy napastnik i boczny pomocnik.

## Kariera klubowa

### Biografia zawodnicza
Karierę rozpoczynał w Łódzkim Klubie Sportowym, z którego jeszcze jako junior latem 2004 przeszedł do Widzewa Łódź. Po pierwszym roku spędzonym w rezerwach został przesunięty do kadry pierwszego zespołu. W nowym klubie w II lidze rozegrał 9 meczów (debiut 12 listopada 2005 w wygranym 1:0 meczu z Jagiellonią Białystok), strzelając jedną bramkę w zremisowanym 2:2 spotkaniu z Podbeskidziem Bielsko-Biała. Widzew zajął 1. miejsce w tabeli i awansował do Orange Ekstraklasy.
Od sezonu 2006/07 Kuklis stał się podstawowym zawodnikiem łódzkiej drużyny. W najwyższej klasie rozgrywkowej pierwszy mecz zaliczył 11 sierpnia 2006 z ŁKS-em (2:1). Pierwszą bramkę na tym szczeblu rozgrywek zdobył 31 marca 2007 w meczu z Górnikiem Zabrze (2:1). Łącznie w tym sezonie rozegrał 23 mecze w Widzewie (21 ligowych) i strzelił 1 gola. Łodzianie zajęli 12. miejsce w tabeli.
W sezonie 2007/08 zagrał w 27 spotkaniach ligowych i strzelił 4 bramki, jednak nie pomogło to Widzewowi w utrzymaniu w Ekstraklasie (15. miejsce i spadek do I ligi).
Po zakończeniu tego sezonu przedłużył kontrakt z Widzewem do 2011. Zdążył zagrać w 2 meczach I ligi, a następnie został wypożyczony do GKS-u Bełchatów. W jego barwach zadebiutował 5 września w meczu Pucharu Ekstraklasy z Arką Gdynia (2:2). Pierwsze spotkanie ligowe w barwach klubu z Bełchatowa rozegrał 13 września ze Śląskiem Wrocław (1:2), a pierwszą bramkę zdobył 28 listopada w wygranym 1:0 meczu z Górnikiem Zabrze. W GKS-ie Kuklis zanotował łącznie 21 występów i strzelił 1 bramkę. Zajął z nim 5. miejsce w tabeli końcowej.
Od sezonu 2009/10 był ponownie zawodnikiem Widzewa. Wywalczył z klubem awans do Ekstraklasy. W czerwcu 2011 klub poinformował, że nie przedłuży z piłkarzem z umowy wygasającej 30 czerwca.
12 lipca Kuklis podpisał kontrakt z I-ligową Arką Gdynia. W nowych barwach zadebiutował 23 lipca w spotkaniu 1. kolejki z Wartą Poznań (0:0). Pomocnik od początku sezonu stał się podstawowym zawodnikiem Arki. Pierwszą bramkę w nowych barwach zdobył w meczu 5. kolejki z Olimpią Elbląg (3:1).
28 czerwca 2013 roku został zawodnikiem Zawiszy Bydgoszcz. Rozegrał 9 meczów, głównie pojawiając się w roli zmiennika. Ze względu na słabe występy i kontuzje barku, został wyrejestrowany ze składu Zawiszy na rundę wiosenną.
W 2014 roku rozwiązał kontrakt z klubem i rozpoczął poszukiwanie nowego pracodawcy. Gdy już miało się okazać, że zostanie nowym zawodnikiem GKS-u Tychy, kibice klubu zatrzymali transfer z powodu przeszłości jaką miał w poprzednim klubie. W sierpniu 2014 został zawodnikiem Bytovii Bytów.

### Statystyki klubowe
| Sezon       | Klub              | Kraj   | Rozgrywki   | Mecze | Bramki |
| ----------- | ----------------- | ------ | ----------- | ----- | ------ |
| 2004/05     | Widzew II Łódź    | Polska | IV liga     | -     | -      |
| 2005/06     | Widzew Łódź       | Polska | II liga     | 9     | 1      |
| 2006/07     | Widzew Łódź       | Polska | I liga      | 21    | 1      |
| 2007/08     | Widzew Łódź       | Polska | I liga      | 27    | 4      |
| 2008/09 (j) | Widzew Łódź       | Polska | I liga      | 2     | 0      |
| 2008/09     | GKS Bełchatów     | Polska | Ekstraklasa | 19    | 1      |
| 2009/10     | Widzew Łódź       | Polska | I liga      | 23    | 3      |
| 2010/11     | Widzew Łódź       | Polska | Ekstraklasa | 6     | 1      |
| 2011/12     | Arka Gdynia       | Polska | I liga      | 19    | 7      |
| 2013/14     | Zawisza Bydgoszcz | Polska | Ekstraklasa | 6     | 0      |

## Kariera reprezentacyjna
Udane występy w barwach Widzewa zaowocowały powołaniem do reprezentacji Polski, w której zadebiutował 15 grudnia 2007 w meczu z Bośnią i Hercegowiną. Drugi występ w barwach narodowych zaliczył 27 lutego 2008 z Estonią.
| l.p. | Data            | Miejsce | Przeciwnik           | Rezultat | Rozgrywki                                 | Grał   | Uwagi | Raport |
| ---- | --------------- | ------- | -------------------- | -------- | ----------------------------------------- | ------ | ----- | ------ |
| 1.   | 15 grudnia 2007 | Kundu   | Bośnia i Hercegowina | 1-0      | mecz towarzyski, (nieuznawany przez FIFA) | od 69' |       | [ 20 ] |
| 2.   | 27 lutego 2008  | Wronki  | Estonia              | 2-0      | mecz towarzyski                           | od 63' |       | [ 21 ] |

Kuklis ma za sobą także 2 mecze w kadrze młodzieżowej (debiut - 7 września 2007 w meczu z Rosją).

## Sukcesy
- 2013/14: Puchar Polski z Zawiszą Bydgoszcz